# Johann Conrad von Winterscheidt
Johann Conrad von Winterscheidt zum Kirschhof (* vor 1630; † 9. August 1684 in Würzburg) war Reichsfreiherr, Hauptmann im Regiment des Oberst Johann von Reuschenberg der kurbayerischen Armee, führte später das Regiment Stockheim, war Oberstwachtmeister und war zuletzt Stadtkommandant von Würzburg.

## Leben
Johann Conrad von Winterscheidt war der Sohn von Giselbert von Winterscheidt und der jüngere Bruder von Johann von Winterscheidt (* um 1600; † 12. September 1654 in Biberach an der Riß).
Er diente im Dreißigjährigen Krieg „viele Jahre“ als Hauptmann in dem kurbayerischen Regiment von Reuschenberg. Danach trat er in würzburgische Dienste, wo man ihn 1660 als Truppenkommandeur in Unterfranken findet.
Zuletzt war er Stadtkommandant von Würzburg. In Würzburg wohnte er zuerst im „Passmannschen Hof“, wo ihm eine freie Wohnung von dem Bischof von Würzburg zur Verfügung gestellt wurde. 1684 hatte die Stadt Würzburg das bekannte Gasthaus „Schleienhaus“ erworben und ihm als Wohnung umgebaut.
Er starb am 9. August 1684 und wurde auf dem Friedhof der Kirche des Augustinerklosters St. Georg in Würzburg beigesetzt. Ein kleiner Gartenpavillon erinnert, an der Stelle der ehemaligen Kirche, noch heute an das ehemalige Kloster.

### Erhebung in den Adelsstand

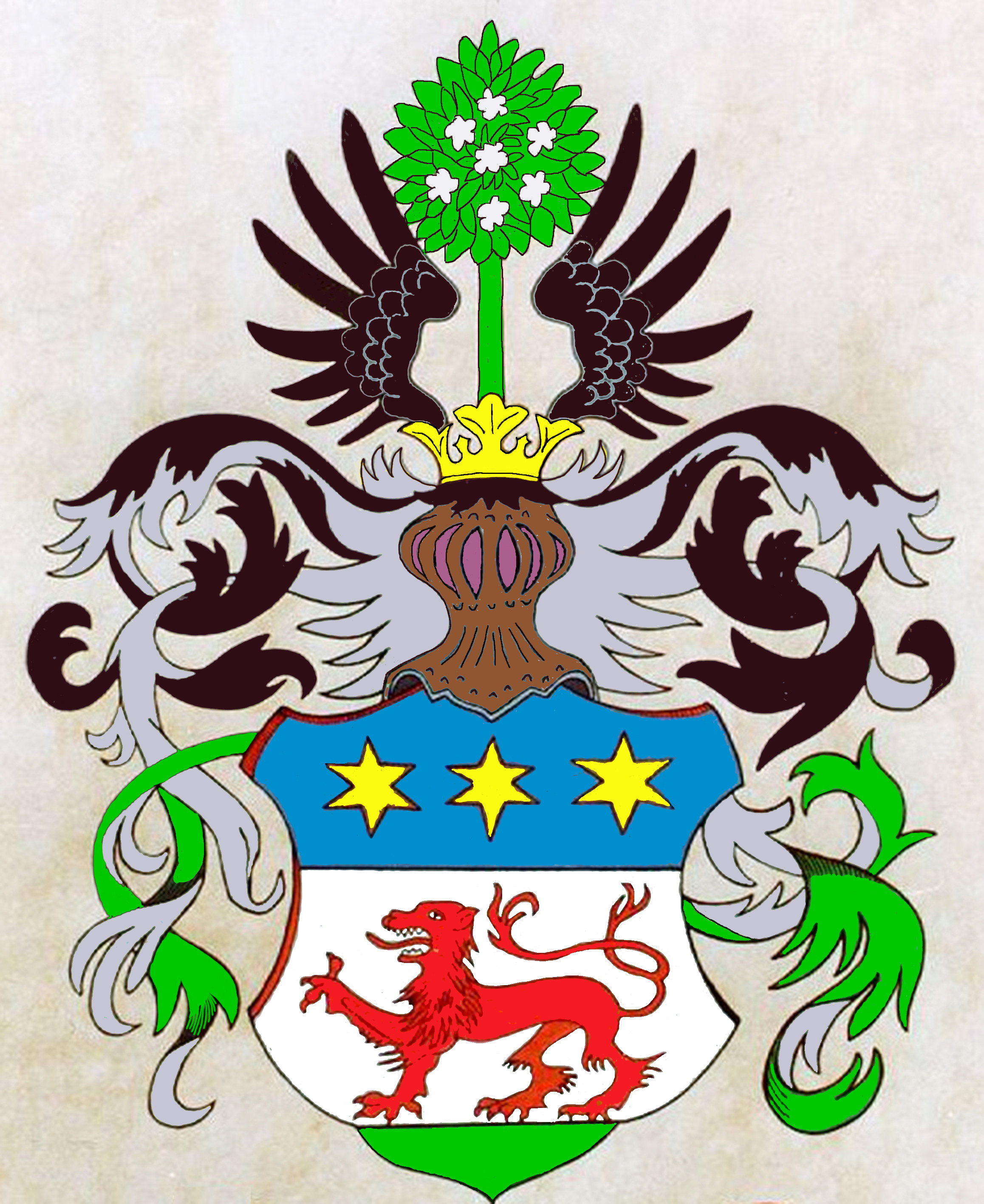
Wappen verliehen von Kaiser Ferdinand III. in Wien am 25. April 1656 an Johann Conrad von Winterscheidt

Am 25. April 1656 erhob Kaiser Ferdinand III. in Wien Johann Conrad von Winterscheidt in den Adelsstand mit Titelverleihung „Reichsfreiherr“ und Namensnennung „Johann Conrad von Winterscheidt zum Kirschhof“. Diese Erhebung in den Adelsstand erfolgte in Anbetracht der militärischen Verdienste der Brüder Johann von Winterscheidt und Johann Conrad von Winterscheidt. Der Adelsbrief enthält die Verleihung des Wappens, die zukünftigen adligen Freiheiten in Bezug auf Gerichts- und Steuerlasten sowie die Zusage des kaiserlichen Schutzes. Johann Conrad erhielt alle adligen Prädikate und ritterlichen Freiheiten. Die Freiheiten wurden auf männliche als auch weibliche Nachkommen ausgedehnt, samt allen seinen ehelichen Leibs Erben und derselben Erben, männlichen und weiblichen Personen.

## Ehe und Nachkommen
Johann Conrad heiratete vor 1660 Rosina Elisabeth von Schyrle (* um 1635 in Bolchen (Boulay); † 1699 in Würzburg).
Seine Ehefrau Rosina Elisabeth von Schyrle erhielt am 16. Oktober 1654 den Besitz des Kirschhofs in Eiweiler von Susanne von Walhorn (Witwe des Johann von Winterscheidt), die ihre Halbschwester war. Somit ist Johann Conrad von Winterscheidt in engere Beziehung zum Kirschhof getreten.
Sie hatten drei Söhne.
- Johann Phillip (* vor 1660; † 1725) dreimal verheiratet aber ohne Kinder
- Johann Albert (* vor 1660; † um 1700 in Kirschhof) oo Maria Dorothea Michler (* 1654 in Herchenbach; † um 1720 in Kirschhof)
- Sohn

Zwei der Söhne blieben kinderlos, nur aus der Ehe von Johann Albert mit Maria Dorothea Michler gingen drei Söhne und fünf Töchter hervor. Die Söhne Georg Christophel, Johann Philipp und ein namentlich nicht bekannter Sohn blieben ohne Nachkommen, so dass der Name von Winterscheidt zum Kirschhof ausstarb.
Von den fünf zwischen 1685 und 1700 geborene Töchtern blieben drei in Kirschhof ansässig: Magdalena († 17. Februar 1761 in Kirschhof), Maria Philippina († 1750 in Kirschhof) und Anna Katharina († 5. Januar 1779 in Kirschhof). Diese Töchter heirateten Bauern aus der Umgebung: Magdalena vermählte sich mit Thomas Weyl, Maria Philippina mit Matthias Zapp, und Anna Katharina mit Jakob Müller, der Gutsverwalter auf dem Kirschhof war.
Die zwei anderen Töchter verließen ihre alte Heimat. Margaretha heiratete Georg Uhl und verließ das Gebiet von Nassau-Saarbrücken. Anna Maria, die nach 1761 starb, heiratete am 27. November 1725 Johann Anton Zanßy (Charles Antoine Zoisel, genannt Quency-Sency). Ihre Kinder wurden in Bolchen (Boulay) getauft.